# Madame Du Barry (film)
Madame Du Barry är en amerikansk historisk dramafilm från 1934 i regi av William Dieterle. I huvudrollerna ses Dolores del Río, Reginald Owen, Victor Jory och Osgood Perkins.
Filmen skildrar Madame Du Barrys liv, kung Ludvig XV:s sista älskarinna.

## Rollista i urval
- Dolores del Río – Madame du Barry
- Reginald Owen –  Ludvig XV
- Victor Jory – hertig Armand av Aiguillon
- Osgood Perkins – hertig de Richelieu
- Verree Teasdale – hertiginnan de Granmont
- Ferdinand Gottschalk – Lebel
- Anita Louise – Marie-Antoinette
- Maynard Holmes – kronprinsen
- Henry O'Neill – hertig de Choiseul
- Hobart Cavanaugh – professor de la Vauguyon
- Halliwell Hobbes – engelske ambassadören
- Arthur Treacher – Andre
- Jesse Scott – Zamore
- Robert Greig – kungens kock